# Gnaeus Servilius Caepio (Konsul 169 v. Chr.)
Gnaeus Servilius Caepio entstammte der römischen Patrizierfamilie der Servilier und war 169 v. Chr. Konsul.

## Leben
Gnaeus Servilius Caepio war der Sohn des gleichnamigen Konsuls von 203 v. Chr. Gemeinsam mit Appius Claudius Centho wurde er 179 v. Chr. kurulischer Ädil. Fünf Jahre später, 174 v. Chr., ist er als Prätor der römischen Provinz Hispania ulterior bezeugt, die er erst 173 v. Chr. wieder verließ. Als sich im Jahr darauf eine kriegerische Konfrontation zwischen Rom und Makedonien abzuzeichnen begann, soll Caepio als Gesandter zusammen mit Centho, mit dem er die Adilität bekleidet hatte, und Titus Annius Luscus (wohl Vater des gleichnamigen Konsuls von 153 v. Chr.) dem letzten makedonischen König Perseus einen Forderungskatalog Roms übermittelt haben, dabei jedoch nur auf Ablehnung gestoßen sein. Diesen vom römischen Historiker Titus Livius mitgeteilten Sachverhalt hält der Althistoriker Friedrich Münzer allerdings für eine annalistische Fälschung.
Nachdem schon drei Jahre lang keine Patrizier das höchste Staatsamt erhalten hatten, wurde Caepio 169 v. Chr. zusammen mit Quintus Marcius Philippus Konsul. Letzterer wurde mit dem Kampf gegen Perseus beauftragt, während sich Caepio mit der Provinz Italien begnügen musste und nach Ablauf seiner Amtszeit die Wahlen der nachfolgenden Konsuln leitete. Sein weiteres Schicksal ist unbekannt.
Caepio hatte einen gleichnamigen Sohn, der 141 v. Chr. Konsul wurde, ferner einen Sohn Quintus Servilius Caepio, der 140 v. Chr. das höchste Staatsamt bekleidete, und einen dritten Sohn Quintus Fabius Maximus Servilianus, der seinen Namen aufgrund seiner Adoption in die Patrizierfamilie der Fabier erhielt.